# شكستة تعليق

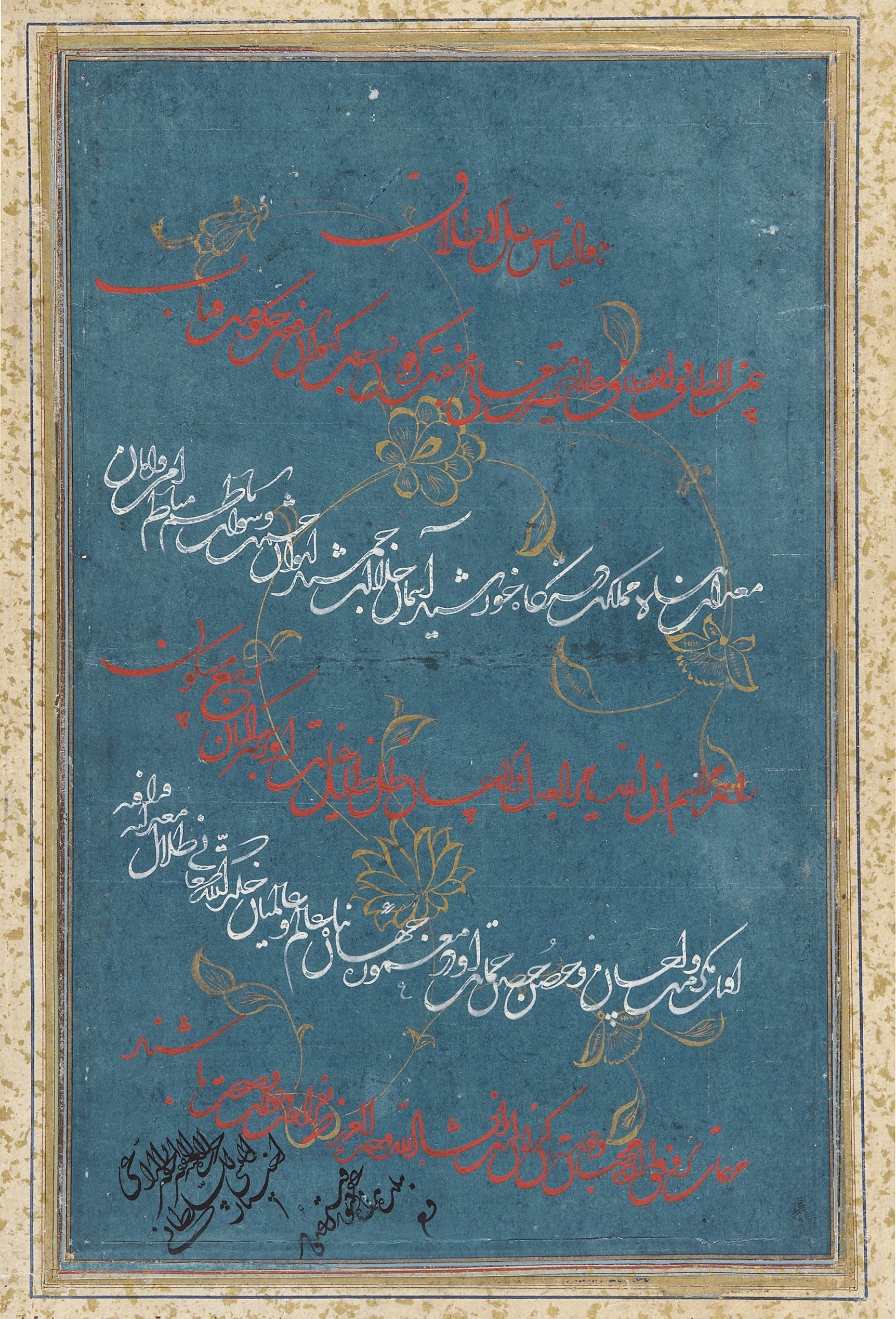
خط تعلیق خواجه اختیار منشی گنابادی

خط الشكستة تعليق هو أحد الخطوط العربية، وقد ظهر في إيران في عهد الصفويين .

## تاريخ
ظهر هذا الخط في عهد الصفويين في مطلع القرن الحادي عشرهـ/17م. وكان يستعمل في المراسلات، قبل أن يستعيضوا عنه بالشكستة نستعليق. 

## خصائصه
لم يكن خط الشكستة تعليق في بدايته كثير الاختلاف عن النستعليق، إلا فيما اتصفت به بعض الحروف من تكسر ومن هنا جاءت تسميته بالشكستة كما أن بعض حروفه تتسم بالصغر مقارنة مع النستعليق. ثم تطور هذا الخط ليستقل بذاته، ومن بين خصائصه اتصال بعض الحروف والكلمات التي تكتب في العادة منفصلة. وهو خط صعب القراءة ولا سيما بالنسبة للمواضع التي تطغى فيها الحروف غير المعجمة. ومن خصائص هذا الخط أن الحرف الواحد لا يتخذ شكلا واحدا.

## خطاطوه
تميز في كتابة هذا الخط العديد من الخطاطين من أهمهم:
- مرتضي قلي خان شاملو، من ولاة الدولة الصفوية. ويعتبر أول من جدد في خط الشكستة.
- محمد شفيع الهروي، عمل في بلاط عباس الثاني توفي سنة 1081هـ.

## مرجع
- حبيب الله فضائلي، أطلس الخط والخطوط، ترجمة د. محمد التونجي، دار طلاس للدراسات والترجمة والنشر، دمشق، ط 2، 2002.